# Enen no Shouboutai
Enen no Shouboutai (Nhật: 炎炎ノ消防隊 (Viêm viêm Tiêu phòng Đội) Hepburn: En'en no Shōbōtai) là một loạt truyện tranh shounen Nhật Bản được viết và minh họa bởi Ōkubo Atsushi. Nó được xuất bản bởi Kodansha và đã được đăng trên tạp chí Weekly Shōnen Magazine kể từ tháng 9 năm 2015 đến tháng 2 năm 2022, với các chương được tổng hợp thành ba mươi bốn tập tankōbon tính đến tháng 5 năm 2022. Một bộ phim truyền hình anime được David Production thực hiện đã lên sóng từ tháng 7 năm 2019 đến tháng 12 năm 2020 trên khung giờ Super Animeism của MBS.

## Bối cảnh
Bối cảnh câu truyện mở ra trong một thời điểm của hậu tận thế, "Đại thảm họa" (大災害/ だいさいがい Daisaigai), một sự kiện đặc biệt được xem là "ngày tận thế", đã khởi nguồn, diễn ra và kéo dài vào khoảng thời gian khoảng hai trăm năm mươi năm trước năm 198. Sau loạt tai họa chết chóc ấy, số sinh vật và thực vật địa cầu đã giảm đi một cách kinh khủng, hầu hết lãnh thổ của thế giới thời bấy giờ đắm chìm trong biển lửa kéo dài liên miên, nhiều quốc gia, châu lục và các kiến trúc đã bị tàn phá nghiêm trọng dẫn đến hàng loạt những hậu quả khó lường. Mà trong đó không thể không kể đến việc nhiều vùng đất sinh trưởng của nhân loại được đánh giá đã chết, diện tích đất đai đã bị thu hẹp một cách đáng kể, điều ép buộc những con người sống sót phải đi di cư và lánh nạn ở những vùng đất mới vốn không bị ảnh hưởng bởi thảm họa.
Hoàng quốc Tokyo (東京皇国 Tōkyō Kōkoku), một trong số những nơi sinh sống quý giá còn sót lại, nơi vẫn đang ổn định mặc cho quốc gia Nhật Bản mất đi vài phần lãnh thổ. Hoàng vương (皇王 Kōō) của vùng đất ấy, Raffles đệ Nhất (ラフルス1世 Rafurusu 1 Sei) đã truyền bá đức tin của Thánh Dương Giáo Hội (聖陽教会 Seiyō Kyōkai) cho con dân của mình và từ đó về sau đất nước đã không ngừng phát triển mạnh mẽ với hàng loạt thành tựu lớn, tiêu biểu là Lò phản ứng nhiệt vĩnh cửu "Amaterasu" (久遠式火力発電"天照" Kuonshiki Karyokuhatsuden "Amaterasu") của Khu công nghiệp nặng Haijima (灰島重工 Haijima Jūkō), nơi cung cấp năng lượng cho cả khu vực.
Năm 198 của Kỷ nguyên Mặt Trời Tokyo, một lực lượng quan trọng của Hoàng quốc đã được ra đời, Lực lượng Phòng cháy Chữa cháy đặc biệt (特殊消防隊 Tokushu Shōbōtai), tổ chức lớn đặc thù được hình thành bằng quá trình kết hợp 3 tổ chức lớn, bao gồm Cơ quan Phòng cháy Chữa cháy (消防庁 Shōbōchō), Quân đội Tokyo (東京軍 Tōkyō Gun) và Thánh Dương Giáo Hội, chuyên chiến đấu chống lại một hiện tượng gọi là "Hiện tượng cơ thể tự phát hỏa" (人体発火現象 Jintai Hakka Genshō), nơi con người bị biến thành "địa ngục sống" gọi là "Hỏa nhân" (焰ビト (Diêm Nhân) Homura Bito). Đây là trường hợp "tự đốt cháy người" thuộc "Thế hệ thứ nhất" (第一世代 Dai Ichi Sedai), ngoài ra, các Thế hệ sau cũng sẽ bị đốt cháy nhưng điều khác biệt là họ vẫn có khả năng kiểm soát được tâm trí và điều khiển được ngọn lửa trong khi vẫn giữ được hình dạng con người. Cùng với nhiệm vụ bảo vệ sự an toàn xã hội, Lực lượng đặc biệt đã phân tách thành tám đội đặc biệt khác nhau với nhiều mục đích đặc biệt khác nhau.
1. 1 2  Theo mạch thời gian hư cấu của truyện.
2. ↑  Thế giới hư cấu được sáng tạo dựa trên thủ đô Tokyo của Nhật Bản.

## Cốt truyện
Shinra Kusakabe (森羅 日下部/ シンラ・クサカベ), một thanh thiếu niên mang trong mình khả năng Pyrokinesis thuộc "Thế hệ thứ ba" (第三世代 Dai San Sedai) lẫn "Thế hệ thứ tư" (第四世代 Dai Yon Sedai), người được dân chúng mệnh danh là "Dấu chân của Ác ma" (悪魔の足跡 Akuma no Ashiato) nhờ khả năng đốt cháy đôi chân phi thường theo ý muốn của mình. Chàng trai ấy bắt đầu hành trình anh hùng của mình bằng việc gia nhập Biệt đội Cứu hỏa đặc biệt 8 (第8特殊消防隊 Dai 8 Tokushu Shōbōtai), nơi đã xuất hiện các Pyrokinesis khác (gồm Akitaru Ōbi (秋樽 桜備/ アキタル・オウビ), Takehisa Hinawa (武久 火縄/ タケヒサ・ヒナワ), Maki Oze (茉希 尾瀬/ マキ・オゼ),...), những nhân vật có ý chí quyết tâm chấm dứt các cuộc tấn công của Diêm Nhân và thực hiện mục tiêu điều tra các Biệt đội khác từ 1 đến 7. Càng về sau, nhiều sự thật đã dần được anh và đồng đội giải mã cùng với sự xuất hiện đặc biệt của một tổ chức giáo phái bí ẩn, Bạch Đầu Cân (白頭巾 Shiro Zukin), những kẻ đứng sau các sự kiện hỏa hoạn của đế quốc. Từ đây, Đội 8 cùng các đồng minh của mình đã đứng lên, chống lại giáo hội kì bí này, phá hủy các nhiệm vụ, mục đích của chúng như truy tìm các "Hỏa thần" (柱 Hashira) (những nhân vật với sức mạnh đặc biệt, ví dụ: Shinra và em trai của anh,...) để thực hiện kế hoạch lặp lại "Đại thảm họa", thứ đã phá hủy thế giới hàng trăm năm về trước.
1. ↑  Khả năng điều khiển ngọn lửa.

## Truyền thông

### Manga
Enen no Shouboutai là một bộ truyện tranh Nhật Bản được viết và minh họa bởi Ōkubo Atsushi. Bộ truyện bắt đầu xuất bản liên tiếp trên tạp chí Weekly Shōnen Magazine vào ngày 23 tháng 9 năm 2015. Các chương của truyện đã được Kodansha tập hợp thành ba mươi bốn tập tankōbon vào tháng 5 năm 2022, lần đầu tiên được phát hành vào ngày 17 tháng 2 năm 2016. Trong một cuộc phỏng vấn vào tháng 7 năm 2019, tác giả đã tuyên bố rằng ông dự kiến kết thúc của truyện: "Có thể là ở tập 30. Nó có thể thay đổi. Nhưng sẽ không quá 50 tập".
Bộ truyện được cấp phép phát hành tiếng Anh ở Bắc Mỹ bởi Kodansha USA, đã phát hành tập đầu tiên vào ngày 8 tháng 11 năm 2016.

### Anime
Loạt anime chuyển thể đã được công bố vào ngày 14 tháng 11 năm 2018 và được hãng David Production sản xuất. Bộ phim sẽ được đạo diễn bởi Yase Yuki, Haijima Yamato xử lý các kịch bản của bộ truyện, Morioka Hideyuki thiết kế các nhân vật và Suehiro Kenichiro sáng tác nhạc. Bộ phim được phát sóng từ ngày 5 tháng 7 đến ngày 27 tháng 12 năm 2019 trên các đài truyền hình Nhật Bản mạng MBS và TBS và là một phần thuộc hệ thống Super Animeism.
Loạt anime sẽ gồm 24 tập, ở tập 3 ban đầu dự kiến phát sóng vào ngày 19 tháng 7 năm 2019 nhưng vì vụ tai nạn hỏa hoạn ở Kyōto Animation vào ngày 18 tháng 7 năm 2019, đã bị hoãn đến ngày 26 tháng 7 năm 2019. Mùa thứ hai của loạt anime đã được công bố, và nó sẽ ra mắt vào tháng 7 năm 2020. Các thông báo chính thức mô tả phần tiếp theo sẽ là "chương 2" của bộ phim.
Funimation đã cấp phép cho loạt anime phát trực tiếp trên FunimationNow. Vào ngày 19 tháng 7 năm 2019, nó đã được thông báo rằng bộ phim sẽ ra mắt trên kênh truyền hình Toonami trực thuộc mạng truyền hình Adult Swim vào ngày 27 tháng 7 năm 2019.

## Âm nhạc
| Nhạc và lời                                                                                | Trình bày | Thời lượng (Theo MV chính thức) | Album / EP                                                      |
| Mùa 1                                                                                      | Mùa 1 | Mùa 1                           | Mùa 1                                                           |
| Tập 1 - Tập 14                                                                             | Tập 1 - Tập 14                                                                                                  | Tập 1 - Tập 14                  | Tập 1 - Tập 14                                                  |
| ------------------------------------------------------------------------------------------ | --- | ------------------------------- | --------------------------------------------------------------- |
| Inferno 「インフェルノ」                                                                   | |                                 |                                                                 |
| Ōmori Motoki 大森 元貴                                                                     | Mrs. Green Apple ミセスグリーンアップル                                                                         | 3:42 phút                       | Attitude 「アティテュード」 (Atite~yūdo)                        |
| Veil                                                                                       | |                                 |                                                                 |
| Suda Keina 須田 景凪 (Suda Kei nagi)                                                       | Suda Keina 須田 景凪 (Suda Kei nagi)                                                                            | 3:38 phút                       | porte (EP) 「ポルテ」(porute)                                   |
| Tập 15 - Tập 24                                                                            | |                                 |                                                                 |
| MAYDAY 「メーデー」 (Mēdē)                                                                 | |                                 |                                                                 |
| Masato David Hayakawa (Lời) 早川 雅人 (Hayakawa Masato) Yokochi Ryō - Y.K.C (Nhạc) 横地 亮 | Coldrain コールドレイン (Kōrudorein) Kinoshita Ryō 木下 遼 - Crystal Lake クリスタル・レイク (Kurisutaru Reiku) | 3:53 phút                       | THE SIDE EFFECTS 「ザ・サイド・エフェクツ」 (Za Saido Efekutsu) |
| Nōnai 「脳内」                                                                             | |                                 |                                                                 |
| Katagiri Wataru 片桐 航                                                                    | Lenny code fiction レニーコードフィクション (Renīkōdofikushon) akkin アッキン                                   | 4:19 phút                       |                                                                 |

## Đón nhận
Tính đến tháng 1 năm 2018, loạt manga đã có 1,8 triệu bản in.
Gadget Tsūshin 2019 đã liệt kê từ "Látom" là một trong những từ ngữ được sử dụng trong anime thông dụng nhất.